# Condado de Muskegon (Michigan)
O Condado de Muskegon é um dos 88 condados do estado americano de Michigan. A sede do condado é Muskegon, e sua maior cidade é Muskegon.
O condado possui uma área de 3 780 km² (dos quais 2 461 km² estão cobertos por água), uma população de 170 200 habitantes, e uma densidade populacional de 129 hab/km² (segundo o censo nacional de 2000).